# Mandaloriano
Los mandalorianos son un grupo ficticio de personas asociadas con el planeta Mandalore en el universo de Star Wars y la franquicia creada por Joe Johnston y George Lucas. Sus características culturales más distintivas son sus cascos de batalla, armadura de pecho, brazales y, a menudo, mochilas propulsoras. El personaje mandaloriano Boba Fett es, después de Darth Vader y los soldados de asalto, los personajes más reconocidos de la franquicia y uno de sus personajes más frecuentes. Otros mandalorianos de alta popularidad son Din Djarin y Bo-Katan Kryze.
Primero conceptualizado para El Imperio Contraataca como un grupo de "supercomandos" de armadura blanca, la idea fue desarrollada a un solo cazarrecompensas (Boba Fett). A pesar de que el término "Mandaloriano" nunca es utilizado en las películas, la popularidad de Boba Fett ha inspirado a un número extenso de trabajos sobre los Mandalorianos en el Universo expandido de Star Wars. 
La serie de televisión The Clone Wars, Rebels y The Mandalorian amplió la tradición de Star Wars con la introducción de personajes guerreros mandalorianos adicionales y estableciendo a los mandalorianos no como una "raza o especie alienígena", sino como una etnia distinta de personas humanas de Mandalore y alrededores unidos por un credo común con una fuerte tradición guerrera. Su uso de armaduras con cascos (similares a los usados por Boba Fett y Jango Fett) son sus características más distintivas.

## Creación y desarrollo
En producción para El Imperio Contraataca (1980), Ralph McQuarrie y Joe Johnston diseñaron la armadura que pretendía ser llevada por los soldados descritos como supercomandos del sistema mandalore, armados con armas dentro de sus armaduras blancas y conocidos por batallar con los Jedi. Inicialmente, los soldados se llamaban Super Troopers y estaban destinados a parecerse. El grupo finalmente se convirtió en un solo personaje de cazarrecompensas, Boba Fett, y el disfraz fue reelaborado, pero retuvo elementos como láseres de muñeca, dardos de cohetes y un jetpack. 
En una edición de 1979 de Bantha Tracks, el boletín del Club de fanes oficial de Star Wars, la armadura de Boba se describió como la de los "Imperial Shocktroopers, guerreros de la antigüedad" que "vinieron del otro lado de la galaxia" y son pocos. en número porque "fueron aniquilados por los Caballeros Jedi durante las Guerras Clon". 
Los mandalorianos debutaron en Star Wars #68 "La Búsqueda Empieza", un libro de cómic publicado por Marvel Comics en 1983, el cual describe a Boba fett y Fenn Shysa como supercomandos, los protectores oficiales del planeta Mandalore. El Ataque de los Clones (2002) introdujo al cazarrecompensas Jango Fett, quien también llevó la armadura Mandaloriana y era el modelo genérico para Boba y el ejército clon entero de la República.
El creador de Star Wars George Lucas deseó reintroducir a los Mandalorianos en la segunda temporada de Star Wars: The clone Wars, y trabajó con el productor ejecutivo Dave Filoni para rediseñar el grupo, su historia y su cultura. Allí conocimos a las mandalorianas Kryze y Vizsla, con la introducción de los personajes mandalorianos Satine Kryze, lady Bo-Katan Kryze y Korkie Kryze, así como de Pre Vizsla, líder de la Guardia Letal.
Dave Filoni continuó con el desarrollo de los mandalorianos en la serie animada Star Wars: Rebels, siendo uno de los personajes principales, Sabine Wren, una joven mandaloriana. Tras la adquisición de Lucasfilm por parte de Disney en 2014, la mayoría del material derivado existente se declaró no canónico. Solo las películas y los trabajos derivados producidos después del 25 de abril de 2014 forman parte del canon reestructurado.
En octubre de 2018, Lucasfilm y Disney anunciaron que habían empezado una serie en live-acción titulada The Mandalorian, situado después de la caída del Imperio Galáctico pero antes del surgimiento de la Primera Orden, con la historia que se centra en un solitario pistolero mandaloriano. Escrito y producido por Jon Favreau y protagonizando Pedro Pascal, la serie fue lanzada en noviembre del 2019.

## Apariciones

### Películas
Los mandalorianos hicieron su debut cinematográfico de acción en vivo en The Empire Strikes Back (1980), con el cazarrecompensas Boba Fett, un antagonista secundario. El personaje apareció previamente en el especial de televisión Star Wars Holiday Special (1978), y regresó en Return of the Jedi (1983) y la película precuela Attack of the Clones (2002), la última de las cuales lo estableció como un clon, criado por su plantilla genética, Jango Fett, para ser su hijo. Jango también es un cazarrecompensas que no se identifica explícitamente como mandaloriano en la película, pero usa una armadura mandaloriana, que pasa a Boba Fett en The Mandalorian, Boba se refiere a su padre como un expósito mandaloriano.

### Serie de televisión

#### The Clone Wars
La serie animada Star Wars: The Clone Wars amplía la tradición mandaloriana con la introducción de nuevos personajes, como la duquesa Satine Kryze, la líder pacifista de Mandalore y un interés romántico del maestro Jedi Obi-Wan Kenobi, que viaja a pedirle que no se una a los Separatistas, Pre Vizsla, el líder de Death Watch (Guardia Letal, en Latinoamérica y Guardia de la Muerte, en España) que buscan derrocar a Satine y restaurar las tradiciones guerreras de Mandalore, y lady Bo-Katan Kryze guerrera prodigio líder de los Búhos Nocturnos, aliada de Vizsla, y hermana menor de Satine. 
Mandalore se representa como el planeta natal ficticio de los mandalorianos, ubicado en el Borde Exterior en el sector y sistema del mismo nombre. Tiene una luna habitada llamada Concordia, un asentamiento minero al que fueron exiliados los guerreros mandalorianos. Concord Down, ubicado en el sector Mandalore,  es también el mundo natal de varios personajes mandalorianos, incluido Jango Fett, y la base de operaciones de los Protectores.
En The Clone Wars, el planeta Mandalore es un desierto en gran parte inhabitable, causado por una guerra con los Jedi que ocurrió antes del marco de tiempo de la serie.  Los nuevos mandalorianos construyeron sus ciudades, como la capital Sundari, en grandes biodomos. El diseño de Sundari se basa en elementos cubistas, y los murales ubicados en la ciudad imitan el Guernica de Pablo Picasso. El concepto de Mandalore como un "gran planeta desolado de arena blanca con estos edificios en forma de cubo" fue desarrollado por Lucas al principio del desarrollo de The Clone Wars.la segunda temporada. Lucas también quería que se incorporaran capas de vidrio en el diseño. Debido a que Sundari no se parecía lo suficiente a una ciudad gigante, el equipo de producción la convirtió en una cúpula con cubos. Filoni señaló que la apariencia desolada y estéril era "una especie de diseño influenciado por Moebius". Filoni hizo trabajar las formas de la armadura de Boba Fett en las ventanas y el diseño de la arquitectura, sintiendo que las formas eran "emblemáticas" y que la cultura guerrera era tan fuerte que estaba incrustada en la arquitectura.

#### Star Wars Rebels
Star Wars Rebels establece que los mandalorianos habían colonizado otros mundos, como Concord Dawn y Krownest. Los mandalorianos finalmente entraron en contacto con la Antigua República y lucharon contra sus protectores Jedi. Al ver las habilidades de fuerza de los Jedi, los mandalorianos crearon dispositivos, armas y armaduras para contrarrestar las habilidades de los Jedi. A pesar de la animosidad entre los mandalorianos y los Jedi, Tarre Vizsla se convirtió en el primer Jedi mandaloriano. Como Jedi, Vizsla construyó el Darksaber y lo usó para unir a su gente como su Mand'alor.
La serie presenta como uno de los personajes principales a una joven Mandaloriana llamada Sabine Wren. En la segunda temporada la Alianza Rebelde solicita permiso para pasar por el sistema Concord Dawn, controlado por los guerreros Mandalorianos llamados los Protectores. La misión diplomática es atacada por Fenn Rau, y él se rebela ordenando una represalia. Rau está capturado, y temiendo una invasión Imperial a Concord Dawn si el imperio se entera de su captura, el ordena a los protectores que permitan pasar a los Rebeldes sin obstáculos.
En la temporada 3, Gar Saxon, Virrey Imperial nombrado en intercambio por servicio al Imperio, destruye a los protectores en la ausencia de Rau. Sin su gente e impresionado por la adherencia de Sabine a la forma que trata su gente, Rau acepta ayudar a la Rebelión. En un momento, Sabine recupera el sable oscuro de Maul, y con el apoyo de Rau y su lealtad prometida, aprende de mala gana a manejarlo y unir al pueblo mandaloriano para unirse a la Rebelión, también esperaba unir a Mandalore y recuperar su honor después de crear un arma que mataría a los mandalorianos; Sin embargo, para realizar dicha tarea bajo su liderazgo, primero debe obtener el apoyo de su madre separada Ursa. Después de lograrlo, reúne al clan Wren y toma las armas contra el clan Saxon, que tiene el respaldo del Imperio a su líder, Gar Saxon, quien es asesinado por Ursa después de ser derrotado en combate singular por Sabine.
La cuarta temporada de Rebels inicia con dos episodios que conforman el arco llamado Los héroes de Mandalore. En estos capítulos se narra cómo Sabine Wren lucha por liberar del yugo imperial a su pueblo y cómo acaba por delegar el sable oscuro a Bo-Katan Kryze, a quien tanto ella como numerosos clanes mandalorianos consideran digna líder de Mandalore, uniendo así a Mandalore y dirigiendo su búsqueda de paz.

#### The Mandalorian
En algún momento durante la Guerra Civil Galáctica, entre los eventos de Rebels (5–1 ABY) y Return of the Jedi (4 DBY), el Imperio regresó a Mandalore y purgó al pueblo mandaloriano, dejando solo unos pocos clanes sobrevivientes y robando grandes cantidades de dinero y del precioso metal Beskar, que ningún bláster o sable de luz puede penetrar; este evento se conoció como la "Gran Purga" entre los mandalorianos. The Mandalorian sigue las hazañas de Din Djarin, también conocido simplemente como "The Mandalorian", o "Mando" para abreviar, un cazarrecompensas que no es originario de Mandalore. Quedó huérfano en otro planeta durante las Guerras Clon (22-19 ABY) cuando los droides de combate separatistas mataron a sus padres; salvado por un clan mandaloriano llamado "La Tribu", Djarin fue adoptado como Expósito y criado con su Credo ("El Camino del Mandalore", o simplemente "El Camino").  El niño parecido a Yoda que adopta, Grogu, también conocido como "el Niño", también se considera un expósito, pero Djarin decide devolvérselo a los Jedi después de descubrir que es sensible a la Fuerza.
Según Bo-Katan en el "Capítulo 11: La heredera", Djarin fue encontrado por los "Niños de la Guardia", un grupo de fanáticos religiosos que siguen el antiguo "Camino del Mandalore", que consta de varias tradiciones mandalorianas olvidadas. como nunca quitarse el casco delante de los demás; fueron excluidos de la corriente principal de la sociedad mandaloriana por tratar de difundir sus creencias.  Djarin descubre así que es parte de un grupo extremista sin haberlo sabido nunca; La Armera lo crio para creer que solo las personas que eligen seguir el Credo son verdaderos mandalorianos y no comparte algunas ideas y prácticas culturales generales con la Guardia, como usar una armadura mandaloriana, pero no tiene ninguna regla contra quitarse el casco.
Moff Gideon, al frente de una facción de eximperiales, participó personalmente en la Gran Purga y obtuvo el Darksaber (un arma que simboliza la autoridad dinástica en Mandalore) de Bo-Katan después de negociar una tregua.  Durante la segunda temporada del programa, se revela que Bo-Katan, junto con un pequeño número de guerreros mandalorianos dispuestos a seguirla, está intentando recuperar el sable oscuro y liberar a Mandalore de la ocupación imperial.  En el final de la segunda temporada, Djarin derrota a Moff Gideon en combate, convirtiéndose así en el propietario legítimo del Darksaber y el gobernante legítimo de Mandalore, que Bo-Katan acepta; aunque Djarin no está interesado en gobernar y preferiría pasarle el Darksaber como pretendían, ella insiste en que necesita obtenerlo a través del combate.  Por lo tanto, la temporada termina con un suspenso, ya que Djarin podría ayudar a Bo-Katan y sus fuerzas a liberar Mandalore a cambio de su ayuda para derrotar a Gideon, o podrían volverse hostiles por la posesión del Darksaber y las diferencias ideológicas. A pesar de su lealtad a los mandalorianos seguidores del Credo que lo criaron, Djarin parece cada vez más abierto a los puntos de vista mandalorianos de Bo-Katan sobre el Camino, como lo ilustra su nueva disposición a quitarse el casco en una ocasión frente a organismos vivos.

### Universo expandido
En Tales of the Jedi, ambientado miles de años antes de la película original de Star Wars, los mandalorianos son una gran potencia militar que se alía con los Sith en su guerra contra los Jedi, y su líder es manipulado por los Sith para desencadenar una guerra con la República. La República es derrotada con la ayuda de Revan y Malak, y Revan asegura un nuevo Mand'alor, poniéndolo al único gobernante del pueblo mandaloriano, no puede levantarse. Su unidad como pueblo se disolvió, los mandalorianos se convirtieron en una cultura de mercenarios errantes. A través de instrucciones de Revan, como se muestra en Caballeros de la Antigua República y Caballeros de la Antigua República II: Los Lord Sith, Canderous Ordo asume el título de Mand'alor y reúne a los clanes guerreros.
El libro Jango Fett: Open Season, ambientado poco antes de las Guerras de Clon, narra la lucha entre dos facciones: Death Watch, dirigido por Tor Vizsla, y los verdaderos Mandalorianos, comandados por Jango Fett padre adoptivo Jaster Mereel y más tarda Bobba Fett él. Una artimaña orquestada por Vizsla engaña a los Jedi para que ataquen y maten a todos los Verdaderos Mandalorianos excepto a Jango, pero Jango finalmente mata a Vizsla y dispersa Death Watch.
En las novelas de Comando de la República, situado durante las Guerras de Clon, Mandalore es un planeta independiente, a pesar de que muchos Mandalorianos luchan por los Separatistas. un grupo de mandalorianos también había actuado como sargentos de entrenamiento para el ejército de soldados clon bajo la dirección de Jango Fett, y muchos clones practicaban las costumbres y tradiciones Mandalorianas. Después del establecimiento del Imperio Galáctico, las personas Mandalorianas se caracterizaron por ser cautelosos y reacios a ayudar al Imperio, pero no está dispuesto a declarar una rebelión abierta porque Mandalore carece de los recursos para hacer la guerra. Aun así, Death Watch reaparece y abiertamente apoya el Imperio. El Imperio desea minar el planeta en busca de beskar, un hierro resistente a los sables de luz, y establece una guarnición en la capital. Mandalore y su gente reaparecen en las novelas Legacy of the Force, ambientadas cuarenta años después de la película original de Star Wars, donde Boba Fett es convencido por su nieta Mirta Gev de asumir el título de Mand'alor y volver a reunir al pueblo mandaloriano.

## Personajes
Muchos mandalorianos estaban organizados en clanes, como el Clan Kryze, Eldar, Rook, Saxon, Vizsla, Ordo, Skirata, y Wren.  A veces se formaban organizaciones que trascendían los límites habituales entre los clanes, como la Guardia de la Muerte durante las Guerras Clon, a la que cualquier mandaloriano e incluso no mandaloriano podía unirse y liderar. La Guardia de la Muerte, originalmente fundada y dirigida por miembros del Clan Vizsla, pero luego asumida por Maul, no mandaloriano, se ha caracterizado de diversas formas como un clan, un sindicato del crimen y una facción guerrera. Individuos como Din Djarin (adoptado en la cultura mandaloriana como expósito por los Hijos de la Guardia, que se formaron a partir de la Guardia de la Muerte) también se muestran como miembros de organizaciones multiétnicas, como el Gremio de Cazarrecompensas con sede en Nevarro. Los Protectores de Concord Dawn eran una organización asignada para proteger la casa real de Mandalore.  Después de la Gran Purga, Bo-Katan Kryze formó una unidad entre clanes que buscaba recuperar el sable oscuro y restaurar Mandalore. 
| Personajes     | Interpretado por | Descripción |
| -------------- | --- | --- |
| Almec          | Julian Holloway (The Clone Wars) | Político mandaloriano que se desempeñó como primer ministro de Mandalore durante las Guerras Clon. Un destacado partidario de la duquesa Satine Kryze y su gobierno de New Mandalorian, fue encarcelado por su participación en una red de contrabando ilegal, pero luego fue liberado y reinstalado como primer ministro después de que Darth Maul se hiciera cargo de la ciudad capital de New Mandalorian, Sundari. Cuando Maul fue capturado más tarde por Darth Sidious, Almec envió a los supercomandos mandalorianos Gar Saxon y Rook Kast para rescatarlo. Durante el asedio de Mandalore, fue capturado por guerreros liderados por Bo-Katan Kryze, y luego asesinado por Saxon mientras intentaba dar información a Ahsoka Tano, al comandante Rex y a Bo-Katan. |
| Axe Woves      | Simón Mario Kassianides (The Mandalorian) | Compañero de Bo-Katan Kryze, y su teniente principal dentro del Clan Kryze. Por un tiempo tuvo diferencias con Bo-Katan cuando ella se negó a retar a un duelo por el Sable Oscuro a Din Djarin, un cazarecompenzas, mandaloriano por credo, a quien Woves consideraba indigno de ser el líder de su pueblo, debido a que era un extranjero y no tenía sangre mandaloriana. Esto desembocó en que Woves abandonara a Kryze y se alzara como el nuevo líder de los Búhos Nocturnos, llevándose del Planeta Kalevala la flota obtenida del remanente imperial de Moff Gideon, y haciendo que en adelante se convirtieran en mercenarios a sueldo. |
| La Armera      | Emily Swallow (The Mandalorian y El Libro de Boba Fett) | Mujer armera mandaloriana, sobreviviente de la Gran Purga, líder y miembro de La Tribu, y aliada de Din Djarin. |
| Din Djarin     | Pedro Pascal (The Mandalorian y El Libro de Boba Fett) | Cazarrecompensas mandaloriano y protagonista titular de The Mandalorian. Es un expósito, adoptado por los Niños de la Guardia después de que sus padres biológicos fueran asesinados durante las Guerras Clon. Un sobreviviente de la Gran Purga, un miembro de La Tribu y el padre adoptivo de Grogu, un niño extraterrestre, a quien se está protegiendo de los restos del Imperio Galáctico y otras amenazas mientras busca a su pueblo, los Jedi. Durante ese tiempo conoce a Bo-Katan Kryze, líder de la Resistencia Mandaloriana y quien hace que tome la causa sobre la reconquista del planeta como algo personal. La relación de Djarin y Kryze empezó como apoyo por conveniencia dentro de sus objetivos, para convertirse a través del tiempo en apoyo mutuo por convicción, admiración y respeto. Ella le salva la vida en dos ocasiones, mientras que Djarin le devuelve a Kryze el interés por continuar su lucha, una vez los demás mandalorianos la habían abandonado, al ella negarse a retarlo a un duelo por el Sable Oscuro. Prefirieron trabajar juntos en diversas misiones por el bien común. Djarin la integra a su clan y le ofrece un nuevo lugar donde vivir y un grupo al que pertenecer. Juntos salvaron a Ragnar Vizsla. También Kryze apoyó la voluntad de Din de ayudar a Nevarro con los problemas rebeldes del planeta, a pesar de que ningún otro Mandaloriano (excepto Paz Vizsla) estaba dispuesto a ayudar a Djarin en su búsqueda por salvar a un viejo amigo. También fueron juntos a Plazir-15 para convencer a los otros mandalorianos de unirse a su causa para reconquistar Mandalore. |
| Boba Fett      | Jeremy Bulloch (El Imperio Contraataca y El Regreso del Jedi), Daniel Logan (El ataque de los clones) y Temuera Morrison (The Mandalorian y El Libro de Boba Fett) Voz de Jason Wingreen, Temuera Morrison y Daniel Logan (The Clone Wars) | Notorio cazarrecompensas mandaloriano. Es un clon del cazarrecompensas Jango Fett, quien lo crio en Kamino como su hijo. Tras la muerte de su padre a manos del Maestro Jedi Mace Windu en El ataque de los clones, el joven Fett honra su legado convirtiéndose él mismo en un cazarrecompensas y comienza una búsqueda de venganza contra Windu, formando un pequeño gremio de cazarrecompensas. pero finalmente se da por vencido y se convierte en uno de los mejores cazarrecompensas de la galaxia. En El Imperio Contraataca, es uno de los seis cazarrecompensas contratados por Darth Vader para encontrar el Halcón Milenario. Fett encuentra el barco y trae una recompensa de su capitán, Han Solo, congelado en carbonita, para Jabba el Hutt. Aparece de nuevo en Return of the Jedi, en el palacio de Jabba. Cuando Luke Skywalker y sus amigos vienen a rescatar a Han, Fett cae en la boca del Sarlacc de Jabba durante la pelea. Fett sobrevive a este incidente, pero tiene cicatrices y pierde su armadura. En The Mandalorian, rescata a la asesina Fennec Shand, a quien recluta como su compañera, e intenta recuperar su armadura de manos de Din Djarin, quien accede a dársela a cambio de la protección de Grogu. Fett honra este acuerdo al ayudar a Djarin a rescatar a Grogu después de que sea capturado por un remanente del Imperio. Él y Shand luego se hacen cargo de los restos del imperio criminal de Jabba de manos de Bib Fortuna. Luego le pide ayuda a Djarin contra el Sindicato Pyke. |
| Bo-Katan Kryze | Katee Sackhoff (The Clone Wars, Star Wars: Rebels y The Mandalorian) | Guerrera prodigio mandaloriana, única mujer conocida en llegar a ser oficialmente como Líder Unificadora Absoluta de todos los Mandalorianos (Mand'alore) en dos ocasiones. Además, es la líder de los Búhos Nocturnos y cabeza de la Casa Kryze y el Clan Kryze. Durante gran parte de su vida fue la líder de la Resistencia Mandaloriana. En su juventud fue miembro de la Guardia de la Muerte, segunda al mando de Pre Vizsla y hermana del enemigo político de esta agrupación, la duquesa Satine. Se opuso a la alianza de Vizsla con Darth Maul y Savage Opress, y luego lideró a los miembros de la Guardia de la Muerte leales a ella contra aquellos que permanecieron leales a Maul y sus aliados criminales. Después de las Guerras Clon, se convirtió brevemente en Regente de Mandalore hasta que su negativa a seguir al recién nombrado Emperador Palpatine resultó en que el Clan Saxon fuera colocado en el poder. Poniéndose del lado del Clan Wren durante la Guerra Civil Mandaloriana, creyendo que había perdido el derecho, ella aceptó el Sable Oscuro para liderar a su gente una vez más como líder de Mandalore después de que el Clan Wren la convenciera de que no había otro que pudiera hacerlo mejor; más tarde, por una traición, perdería el Sable en manos de Moff Gideon, quien incumplió los acuerdos de cese al fuego durante la Gran Purga Mandaloriana. Cinco años después de la derrota del Imperio, Bo-Katan planeó reunir a los supervivientes de la purga y liberar a Mandalore de la ocupación imperial. Solicitó la ayuda de Din Djarin para asaltar un carguero imperial que transportaba armas, donde esperaba encontrar el sable oscuro, a cambio de decirle dónde encontrar a Ahsoka Tano, su antigua aliada Jedi durante el asedio de Mandalore. Bo-Katan luego acordó ayudar a Djarin a rescatar a Grogu de Moff Gideon a cambio del Darksaber y su ayuda para liberar a Mandalore. Después de la derrota de Gideon a manos de Djarin, Bo-Katan renunció al Sable, ya que consideraba que Djarin se había convertido en su legítimo propietario al vencer a Gideon en combate. |
| Jango Fett     | Temuera Morrison (El ataque de los clones) | Cazarrecompensas mandaloriano, elegido por el conde Dooku para servir como modelo para todos los clones que componían el ejército de la República Galáctica. También es el padre de Boba Fett, a quien, a pesar de ser otro clon, Jango considera su "hijo". En Attack of the Clones, se muestra que está bajo el empleo de Dooku y la Confederación de Sistemas Independientes, y participa en la batalla de Geonosis, donde Mace Windu lo mata en la arena geonosiana. Según Boba en el episodio "Capítulo 14: La tragedia" de The Mandalorian, Jango era un expósito mandaloriano y luchó en las Guerras Civiles Mandalorianas en algún momento antes de las Guerras Clon. |
| Hark           | Andrew Kishino (Rebels) | Guerrero mandaloriano masculino que se desempeñó como capitán en los supercomandos imperiales bajo el mando de Tiber Saxon. |
| Rook Kast      | Vanessa Marshall (The Clone Wars) | Supercomando mandaloriano femenino que sirvió bajo el mando de Darth Maul. Ayudó a Maul a escapar de Darth Sidious y comandó sus fuerzas durante el Asedio de Mandalore, hasta que Maul los traicionó a todos y permitió que los guerreros de Bo-Katan los capturaran. |
| Satine Kryze   | Anna Graves (The Clone Wars) | Duquesa de Mandalore, hermana de Bo-Katan e interés romántico de Obi-Wan Kenobi. Como líder pacifista, trató de no involucrarse en las Guerras Clon y formó el Consejo de Sistemas Neutrales, para disgusto de la Guardia de la Muerte, que intentó asesinarla y reemplazarla en numerosas ocasiones durante la guerra, pero todos sus intentos fueron fallidos y frustrados por los Jedi, particularmente Kenobi. El Maestro Jedi había protegido previamente a Satine en su juventud, y los dos formaron un vínculo estrecho, con Kenobi afirmando que habría dejado la Orden Jedi hace mucho tiempo si Satine se lo hubiera pedido. Satine más tarde vio cómo su mundo caía en manos del Colectivo Sombra, bajo Darth Maul, quien finalmente la asesinó frente a un Kenobi capturado. |
| Ketsu Onyo     | Gina Torres (Rebels y Force of Destiny) | Cazarrecompensas mandaloriana y ex amiga separada de Sabine Wren. Ella y Sabine eran cadetes en la Academia Imperial, luego escaparon y se convirtieron en compañeras de cazarrecompensas antes de que Ketsu dejara a Sabine por muerta y comenzara a trabajar para el Sol Negro. Después de reconciliarse, Ketsu ayudó a la Alianza Rebelde. |
| Fenn Rau       | Kevin McKidd (Rebels) | Líder de los Protectores de Concord Dawn. Aceptó sobornos imperiales para evitar que los rebeldes viajaran a través de su sistema, pero luego ordenó a sus hombres que permitieran el paso de los rebeldes para mantener alejado al Imperio después de ser capturado por Sabine. Se puso del lado de la Rebelión después de que sus hombres fueran asesinados por los Súper Comandos Imperiales y finalmente se unió al Clan Wren en la Guerra Civil Mandaloriana. |
| Koska Reeves   | Mercedes Varnado (The Mandalorian) | Miembro de los Búhos Nocturnos que acompañó a Bo-Katan en su búsqueda para reunir a los supervivientes de la Gran Purga Mandaloriana. |
| Gar Saxon      | Ray Stevenson (The Clone Wars y Rebels) | Supercomando mandaloriano que sirvió a las órdenes de Darth Maul. Ayudó a Maul a escapar de Darth Sidious y comandó sus fuerzas durante el Asedio de Mandalore, hasta que Maul los traicionó a todos y permitió que los guerreros de Bo-Katan los capturaran. Tras la toma de posesión de Mandalore por parte del Imperio Galáctico, Saxon se convirtió en virrey imperial y gobernador, eliminando a los protectores, pero finalmente fue derrotado por Sabine Wren y asesinado por Ursa Wren. |
| Tiber Saxon    | Tobias Menzies (Rebels) | Gobernador de Mandalore y hermano de Gar Saxon, a quien sucedió como virrey imperial de Mandalore tras su muerte. Durante la guerra civil entre la resistencia mandaloriana y el gobierno imperial de Mandalore, Tiber desplegó el Arc Pulse Generator o "La Duquesa", un arma diseñada por Sabine Wren, a quien capturó y obligó a terminar el arma. Finalmente, Sabine destruyó el arma con el Darksaber, provocando una explosión que mató a Saxon. |
| Paz Vizsla     | Tait Fletcher y voz de Jon Favreau (The Mandalorian y El Libro de Boba Fett) | Guerrero mandaloriano físicamente imponente y miembro de La Tribu, que guarda rencor contra el Imperio debido a su purga contra el pueblo mandaloriano. También fue miembro de la Casa y Clan Vizsla. Si bien inicialmente estaba en desacuerdo con Din Djarin porque aceptó una misión de un remanente del Imperio liderado por Moff Gideon, más tarde ayudó a rescatar a "El Niño" de dicho remanente. Sin embargo, esto permitió a Gideon encontrar el escondite de la Tribu y masacrar a la mayoría de sus miembros. Vizsla estuvo entre los supervivientes, ya que su armadura no se vio entre las de los guerreros mandalorianos caídos. Él y la Armera pudieron trasladarse al anillo de Glavis. Allí, se reencontraron con Djarin. Vizsla intentó recuperar el Darksaber para su casa y su clan, pero fue derrotado por Djarin. |
| Pre Vizsla     | Jon Favreau (The Clone Wars) | Guerrero mandaloriano y líder de la Guardia de la Muerte durante las Guerras Clon. Anteriormente gobernador de Concordia, una de las lunas de Mandalore, se puso en secreto del lado del conde Dooku durante las Guerras Clon y anhelaba restaurar la herencia guerrera de Mandalore derrocando su gobierno pacifista dirigido por la duquesa Satine. Sus muchos intentos de hacerlo fracasaron y finalmente rompió los lazos con la CEI. Más tarde, Vizsla se alió con los Lores Sith Darth Maul y Savage Opress, y juntos reclutaron al Sol Negro, al Sindicato Pyke y al Clan Hutt para formar una alianza criminal conocida como el Colectivo Sombra. Después de que Vizsla expulsó a la duquesa Satine con la ayuda del colectivo, traicionó a sus aliados (excepto a la Guardia de la Muerte) y los hizo encarcelar. Más tarde, Maul escapó y desafió a Vizla a un duelo para determinar quién gobernaría Mandalore. Vizsla aceptó, pero finalmente no fue rival para el antiguo Lord Sith, quien lo ejecutó y se hizo cargo de Mandalore y la Guardia de la Muerte. |
| Tarre Vizsla   | Mencionado en Rebels | Primer mandaloriano en ser incluido en la Orden Jedi y creador del Darksaber, que usó para liderar a su pueblo y convertirse en gobernante de Mandalore. |
| Alrich Wren    | Cary-Hiroyuki Tagawa (Rebels) | Artista mandaloriano, esposo de Ursa Wren y padre de Sabine y Tristan Wren. Fue hecho cautivo de Gar Saxon, pero fue rescatado por su familia y los rebeldes. |
| Sabine Wren    | Tiya Sircar (Rebels y Force of Destiny) y Natasha Liu Bordizzo (Ahsoka) | Artista de graffiti mandaloriana de dieciséis años, desertora de la Academia Imperial, ex cazarrecompensas y experta en armas de la tripulación Fantasma. |
| Tristan Wren   | Ritesh Rajan (Rebels y Forces of Destiny) | Guerrero mandaloriano y hermano de Sabine Wren. Después de que su hermana abandonara la Academia Imperial, se vio obligado a unirse a los Súper Comandos Imperiales para demostrar la lealtad del Clan Wren al Imperio. Se reunió con Sabine cuando ella regresó para persuadir al Clan Wren para que ayudara a la rebelión. Cuando Gar Saxon traicionó al Clan Wren y se preparó para destruirlos, Tristan se puso del lado de su familia y los rebeldes, y luego luchó junto a ellos en la Guerra Civil Mandaloriana. |
| Ursa Wren      | Sharmila Devar (The Clone Wars y Rebels) | Condesa del Clan Wren y madre de Sabine Wren. Antes de la ocupación de Mandalore por parte del Imperio, participó en el Asedio de Mandalore bajo el mando de Bo-Katan Kryze. Cuando Sabine huyó de la Academia Imperial y habló en contra del Imperio, Ursa y el resto de su familia se pusieron del lado del Imperio. Años más tarde, Sabine regresó a su mundo natal de Krownest acompañada por Kanan Jarrus, Ezra Bridger y Fenn Rau, con la esperanza de reclutar al Clan Wren para la causa rebelde y unir a Mandalore. Ursa hizo un trato con Gar Saxon en el que entregaría al Jedi si prometía salvar la vida de Sabine. Más tarde se puso del lado de su hija después de ser traicionada por Saxon, a quien mató, y luego lideró al Clan Wren en la Guerra Civil Mandaloriana que siguió. |

## Idioma Mandaloriano

El lenguaje Mandaloriano creado para el Ataque de los Clones.

Una forma escrita de la lengua Mandaloriana fue creada por Philip Metschan para las pantallas de exhibición de Jango Fett para las pantallas de visualización de la nave Slave I de Jango Fett en Attack of the Clones, y luego se reutilizó en The Clone Wars y Rebels. El compositor Jesse Harlin, que necesitaba letras para el trabajo coral que quería para el videojuego Republic Commando de 2005, inventó una forma hablada, con la intención de que fuera un idioma antiguo. Fue nombrado Mando'a y ampliado ampliamente por Karen Traviss, autora de la serie de novelas Republic Commando.
Mando'a se caracteriza por ser un lenguaje aglutinante principalmente hablado que carece de género gramatical en sus sustantivos y pronombres. El idioma también se caracteriza por carecer de voz pasiva, en lugar de hablar principalmente con voz activa. También se describe que tiene solo tres tiempos gramaticales: presente, pasado y futuro, pero a menudo se dice que es vago y sus hablantes no suelen utilizar otros tiempos que no sean el presente. Se describe que el idioma tiene un dialecto mutuamente inteligible llamado Concordia hablado en el planeta Concord Dawn, como se indica en las novelas de Traviss Order 66 y 501st, y un dialecto hablado en la luna de Mandalore, Concordia, se escucha en "The Mandalore Plot", episodio de la temporada 2 de The Clone Wars.

### Libros
- Windham, Ryder; Ling, Josh (2000). Aurra Sing: Dawn of the Bounty Hunters. San Francisco: Chronicle Books. ISBN 978-0-8118-2912-0.

### Medios visuales
Star Wars: The Clone Wars
- «The Mandalore Plot». Star Wars: The Clone Wars. Episodio 12. Temporada 2. 2010-01-29.
- «Voyage of Temptation». Star Wars: The Clone Wars. Episodio 13. Temporada 2. 2010-02-05.
- «Duchess of Mandalore». Star Wars: The Clone Wars. Episodio 14. Temporada 2. 2010-02-12.
- «Corruption». Star Wars: The Clone Wars. Episodio 5. Temporada 3. 2010-10-08.
- «The Academy». Star Wars: The Clone Wars. Episodio 6. Temporada 3. 2010-10-15.
- «Eminence». Star Wars: The Clone Wars. Episodio 14. Temporada 5. January 19, 2013a.
- «Shades of Reason». Star Wars: The Clone Wars. Episodio 15. Temporada 5. January 26, 2013b.
- «Eminence». Star Wars: The Clone Wars. Episodio 16. Temporada 5. February 2, 2013c.

Star Wars Rebels
- . Star Wars Rebels. Episodio 8. Temporada 2. 2015-11-18.
- . Star Wars Rebels. Episodio 12. Temporada 2. 2016-01-27.

DVD features
- Referencia vacía (ayuda)